# Dimitrios Kolovetsios
Dimitrios Kolovetsios (griechisch Δημήτριος Κολοβέτσιος, * 16. Oktober 1991 in Larisa) ist ein griechischer Fußballspieler der auf der Position des Innenverteidigers spielt.

## Karriere

### Verein
Kolovetsios begann seine Profikarriere im Januar 2009 bei AE Larisa, wo er für drei Saisons unter Vertrag stand. Mit Larisa stieg er am Ende der Saison 2011/12 in die zweite Liga ab und wechselte im Anschluss zu PAS Ioannina. Bei PAS spielte er für zwei Jahre und etablierte sich dort als Stammspieler. 2014 wechselte Kolovetsios zu AEK Athen die zu diesem Zeitpunkt in der zweiten Liga spielten. Mit AEK schaffte er in seiner ersten Saison den Aufstieg in die erste Liga. In der Saison 2016/17 debütierte er mit AEK im Europapokal und kam in der UEFA Europa League auf zwei Einsätze. Im Januar 2017 wechselte  Kolovetsios zu Panathinaikos Athen.

### Nationalmannschaft
Im Rahmen der UEFA Nations League wurde Kolovetsios im September 2018 von Trainer Michael Skibbe erstmals in den Kader der griechischen Nationalmannschaft berufen.